# Anna Tchipovskaïa
Anna Borissovna Tchipovskaïa (russe : А́нна Бори́совна Чипо́вская), née le 16 juin 1987 à Moscou, est une actrice russe.

## Biographie
Tchipovskaïa est la fille d'Olga Tchipovskaïa, une actrice de théâtre, et de Boris Froumkine (ru), un musicien de jazz,. Ses parents voulaient qu'elle devienne interprète ou traductrice. C'est pourquoi elle a étudié dans une école supérieure de langues. Pendant cette période, elle a également travaillé comme mannequin. Plus tard, elle a abandonné ses études et a étudié à l'École-studio du Théâtre d'Art académique de Moscou, qu'elle a quittée en 2009. Elle est la marraine de la fille de l'actrice Maria Fomina.
Elle a fait ses débuts d'actrice de cinéma au début des années 2000. Après des rôles secondaires dans différents longs métrages, elle a interprété à partir de 2005 le rôle de Sveta Popova dans un total de 29 épisodes de la série télévisée Dorogaïa Macha Berezina (ru). Dans les films Les Sapins de Noël 2 de 2011 et sa suite en 2013, Les Sapins de Noël 3, elle a joué le rôle de Lena. Elle a également tenu des rôles principaux dans Titanium, tourné en Islande en 2014, dans De l'amour en 2017 et dans Quelqu'un a-t-il vu ma gamine ? en 2020.

## Filmographie

### Actrice de cinéma
- 2004 : Décampons (Сматывай удочки) d'Oleg Steptchenko
- 2011 : Les Sapins de Noël 2 (Ёлки 2) de Dmitri Kisseliov (ru), Alexandre Kott, Levan Gabriadze (ru) et Alexandre Baranov
- 2012 : 1812 : La Ballade des Uhlans (ru) (1812 : Уланская баллада) d'Oleg Fessenko
- 2012 : Le Chef d'orchestre (Дирижёр) de Pavel Lounguine
- 2013 : Les Sapins de Noël 3 (Ёлки 3)
- 2014 : Titanium (Вычислитель) de Dmitri Gratchev (ru)
- 2015 : Le Carrosse vert (Зелёная карета) d'Oleg Assadouline (ru)
- 2015 : Sans frontières (ru) (Без границ) de Rezo Guiguineichvili, Karen Oganessian, Roman Prygounov
- 2016 : Supermauvais (Суперплохие) de Dmitri Souvorov
- 2016 : Art pur (ru) (Чистое искусство) de Renat Davletiarov
- 2015 : De l'amour (О любви) de Vladimir Bortko
- 2017 : Blockbuster (ru) (Блокбастер) de Roman Volobouev (ru)
- 2019 : La Fin de la saison (ru) (Конец сезона) de Konstantin Khoudiakov (ru)
- 2020 : L'Intervention (Вмешательство) de Ksenia Zoueva (ru)
- 2020 : Quelqu'un a-t-il vu ma gamine ? (Кто-нибудь видел мою девчонку ?) d'Anguelina Nikonova
- 2020 : Macha (ru) (Маша) d'Anastassia Paltchikova (ru)
- 2022 : Le Maître français (Французский мастер) de Youssoup Razykov
- 2022 : Les Sœurs (ru) (Сестры) d'Ivan Petoukhov
- 2023 : Les Papas du hockey (Хоккейные папы) de Andreï Boulatov
- 2024 : L'Amour n'existe pas ? (ru) (Любви не бывает?) de Dmitri Fiks (ru)
- 2025 : Le Prophète : l'Histoire d'Alexandre Pouchkine (Пророк. История Александра Пушкина) de Feliks Oumarov

### Actrice de télévision
- 2005 : Dorogaïa Macha Berezina (ru) (série télévisée)
- 2013 : Le Dégel (Оттепель) de Valeriy Todorovski (série télévisée)
- 2017 : Le Chemin des tourments (ru) de Konstantin Khoudiakov (ru) (série télévisée)[6]
- 2024 : Première classe (Первый класс) de Svetlana Samochina (série télévisée)

## Théâtre
Théâtre d'art Anton-Tchekhov
- Amadeï (Katarina Kavalieri)
- Tanets al’batrossa (Ioudit).

Théâtre-studio d'Oleg Tabakov

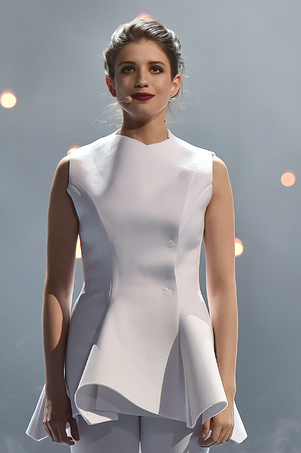
Anna Tchipovskaïa au Masque d'or 2017.

- Jenit’ba Belouguina (Yelena Karmina)
- Olessia [7]
- Bezoumny den’, ili Jenit’ba Figaro (Fanchetta)
- Volki i ovtsy (Glafira Alekseïevna)
- Wonderland-80 (Natèlla)
- God, kogda ia ne rodilsia (Ariadna Koromyslova)
- Priznania avantiourista Feliksa Kroulia (Pevitsa Zaza)
- Sestra Nadejda (Choura)
- Tri sestry (Macha Prozorova)
- Kinaston (Margaret Kh’iouz)
- I nikogo ne stalo (Vera Kleïtorn)
- Strasti po Boumbarachou (Sof’ia Nikolaïevna)

Théâtre Vakhtangov
- Moujtchiny i jenchtchiny (2015)